# Полицијска академија 3
Полицијска академија 3: Поново на обуци (енгл. Police Academy 3: Back in Training) је амерички филм, из 1986. године.

## Радња
Приликом следећег пуштања нових полицајаца, гувернер државе најављује смањење средстава за обуку полиције, што подразумева затварање једне од две постојеће полицијске академије. Сада се обе академије суочавају са жестоком борбом за опстанак. Да би спасио своју академију, командант Ласард позива нареднике Керија Махонија, Ларвела Џонса, Лаверна Хукса, Мозеса Хајтауера, Јуџина Таклберија, Дагласа Факлера и поручницу Деби Калахан, који напуштају службу да се придруже академији као инструктори. Њихов ривал командант Маузер (бивши други командант Ласарда мл., а сада шеф његове академије са Проктором на његовој страни) улаже велике напоре да одржи своју институцију у животу, укључујући ангажовање двојице бивших бивших Ласардових, наредника Кајла Бланкса и Чеда Копленда. Такође почиње да се упија гувернеру, комесару Херсту и члановима селекционе комисије на сваки начин, поткупљујући и чињеницом да се програм обуке на његовој академији одвија по „старим стандардима“: сваки кадет је атлетичар. човек, избушен у најбољим традицијама америчке војске.
На Академију Ласард стижу нови кадети, међу којима су: јунаци претходног филма, Свичак и Зед (пријављивање у полицију је део његове рехабилитације), који су, на велико незадовољство првих, смештени у истој просторији, згодна девојка Карен Адамс, Хиџиз, Теклберијев зет – Бад Киркланд, студент на размени из Јапана – Томоко Ногата (који је првобитно желео да уђе у Маузерову академију, али га је овај послао у Ласардову академију) и Факлерова жена. Након тога почиње обука кадета.
Томоко се заљубљује у Калаханову, уз помоћ Џонсовог савета успева да освоји њено срце. Свитчаку је толико доста Зедовог абнормалног понашања да жели да напусти академију, али га Таклбери наговара да остане и узима га под своје.
Ускоро селекциона комисија посећује академију. Током показне обуке, кадети се показују незадовољавајуће. Наредници Копланд и Бланкс, продати Маузеру, шаљу их да патролирају градом пре времена како би дискредитовали кадете. Током ове патроле, Хукс и госпођа Факлер, јурећи криминалца, упадају у несрећу и сударају аутомобил, а Зед се састаје са бившим члановима своје банде, који су заједно са својим вођом узели члана комисије за избор. Укупно, као резултат патролирања кадета, „један полицијска и два цивилна аутомобила су поломљена, три особе су поднеле пријаве, два члана комисије за селекцију су седати“, након чега кадети коначно падају у немилост комисије. Те вечери, након што је срео Маузера и Проктора у бару, који почињу да ликују полицајца, Махони се шали на рачун Маузера: Он се клади са Маузером да неће моћи, затворених очију, да разликује пиво од шампањца, након чега му лепи селотејп преко очију. Маузер, добивши опкладу, одлепи лепљиву траку, случајно извуче сопствене обрве, због чега мора да носи и лажне и офарбане.
Ускоро се одржава журка за кадете обе академије, на којој Проктор почиње да ликује над Махонијем и Карен Адамс. Међутим, Махони, пошто је на забави упознао познату лаку даму из првог филма, замоли је да пружи услугу Проктору. Проститутка, која је завела Проктора, намами га у хотелску собу. Затим превари голог Проктора у ходник. Проктор, го пред свим посетиоцима, истрчава на улицу и, кријући се од полиције, трчи у прву зграду која наиђе, а која се испоставља да је геј бар Блу Ојстер познат из прошлих филмова. У међувремену на банкету, Махони, „говорећи у име Маузера“, убеђује комитет и комесара да Ласардовој академији дају последњу шансу.
Последњи је дан квалификација. У то време, гувернер иде на добротворну регату која се одржава на обалама реке, а по налогу комесара Херста, обе академије обезбеђују по једног кадета за пратњу. Кадет Хиџис је послат са Академије Ласард, а Маузер, супротно наређењу, шаље два питомца, чврсто уверавајући у њихову компетентност. Док су у патроли, Копланд и Бленкс онеспособљавају компјутер који прати кретање патролних аутомобила, али Хукс их разоткрива и туче.
На регати, Хиџис случајно уочи наоружане разбојнике обучене као контролоре и одмах о томе обавештава Махонија. Сви полицајци, након што су напустили патролу, крећу у помоћ колеги. Бандити упадају у простор и опљачкају све госте, док су кадети Маузера, избушени, али апсолутно неспремни за теренске операције, пали у несвест од страха. Чини се да Махони, Џонс, Таклбери, Хајтауер, Адамс, Бад, Свитчак, Зед, Томоко и Ласард неутралишу бандите. Неколико разбојника успева да узме гувернера за таоца, након чега, укравши један од чамаца, отплове. Полиција их, возећи џет скије, јури. У то време, Маузер и Проктор, схватајући да је дошло до невоље, улазе у обичан чамац и пливају дуж реке, али падају под јуреће џет скије, због чега им се чамац преврће. После дуге потере, Махони успева да ускочи у чамац криминалаца, неутралише их и спасе гувернера. Као резултат тога, Ласард академија остаје отворена и наставља свој рад. 

## Улоге
| Глумац             | Улога                      |
| ------------------ | -------------------------- |
| Стив Гутенберг     | Мл. водник Кери Махони     |
| Баба Смит          | Мл. водник Моусис Хајтауер |
| Дејвид Граф        | Мл. водник Јуџин Таклбери  |
| Мајкл Винслоу      | Мл. водник Ларвел Џонс     |
| Лесли Истербрук    | Деби Калахан               |
| Мерион Ремси       | Мл. водник Лаверн Хукс     |
| Брус Малер         | Мл. водник Даглас Факлер   |
| Џорџ Гејнс         | Ерик Ласард                |
| Арт Метрано        | Маузер                     |
| Ленс Кинси         | Капетан Проктор            |
| Скот Томпсон       | Мл. водник Чед Коупленд    |
| Дибрел Скот        | Кадет Факлер               |
| Тим Казурински     | Кадет Свитчак              |
| Брајен Точи        | Кадет Томоко Ногата        |
| Ендру Перис        | Кадет Бад Киркланд         |
| Бобкет Голдвејт    | Кадет Зед                  |
| Шон Ведерли        | Кадет Карен Адамс          |
| Дејвид Хабенд      | Кадет Хеџис                |
| Марша Ваткинс      | Кадет Сара                 |
| Кристофер Томас    | Кадет Бекстер #1           |
| Дејвид Џејмс Елиот | Кадет Бекстер #2           |
| Џорџ Р. Робертсон  | Комесар Хенри Херст        |
| Ед Нелсон          | Гувернер Нејлсон           |